# Juicio sumario (Chile)
El juicio sumario, en Chile, es aquel procedimiento declarativo de carácter extraordinario que debe ser aplicado a todos aquellos casos en que la acción deducida requiera, por su naturaleza, tramitación rápida para que sea eficaz, siempre que no exista un procedimiento especial en que deba ser conocida y en los demás casos que la ley prescribe.
Se trata de un procedimiento verbal, sin perjuicio de que las partes pueden hacer presentaciones escritas y en todo caso de lo obrado se debe levantar acta. Asimismo, es un procedimiento breve y concentrado, al tener menores plazos para su celebración que el juicio ordinario supletorio del Código de Procedimiento Civil de Chile.

## Etimología y concepto de''Sumario''
La palabra "sumario", derivado del latín summarius, que significa "breve" o "conciso". En el ámbito jurídico, un juicio sumario es un procedimiento caracterizado por su rapidez y simplificación, donde se prescinde de ciertas formalidades propias de los juicios ordinarios. Este tipo de juicio se emplea cuando la naturaleza del caso requiere una resolución expedita, ya sea por la urgencia de la situación o por la evidencia del derecho reclamado.
La voz "sumario" como adjetivo en el ámbito de la litigación contemporánea se refiere a un procedimiento judicial que se caracteriza por su brevedad, celeridad y menor formalismo en comparación con otros procesos más extensos, como el juicio ordinario. En este sentido, su uso responde a la necesidad de ajustar la duración del proceso a las características del caso concreto.
Conforme al artículo 2 del Código de Procedimiento Civil, el juicio sumario puede aplicarse de manera general o específica dependiendo del tipo de demanda presentada, no obstante ser un procedimiento extraordinario.

## Regulación
En la codificación de 1903 el juicio sumario se estableció en el Título XI del Libro III del Código de Procedimiento Civil, en los artículos 680 al 692.
Desde la década de 1930, el juicio sumario en Chile ha ampliado su aplicación más allá de los casos originalmente contemplados en el Código de Procedimiento Civil (CPC), abarcando diversas materias a través de legislación específica. 
Una de las reformas más significativas con respecto a los juicios especiales se implemento con la Ley 7.760 de 5 de febrero de 1944, donde se establecieron diversos casos, que por disposición expresa de la ley se aplicaría el procedimiento sumario, dando así una enumeración taxativa en el artículo 680, inciso 2º.
Otro ejemplo notable es la Ley N° 18.101, que regula el arrendamiento de predios urbanos. Inicialmente, esta ley establecía la aplicación del juicio sumario con ciertas modificaciones para resolver disputas relacionadas con arrendamientos. Sin embargo, con la promulgación de la Ley N° 19.866 en 2003, se modificó el artículo 8 de la Ley N° 18.101, implementando un procedimiento especial y eliminando la referencia al juicio sumario.
En el ámbito de la legislación concursal, aunque la nueva ley de quiebras (Ley N° 20.720) establece la aplicación de las normas de los incidentes para la mayoría de las cuestiones que surgen en el procedimiento concursal, se dispone que, excepcionalmente, se aplicará el procedimiento sumario en la tramitación de la demanda de nulidad y declaración de incumplimiento del convenio celebrado entre el deudor y los acreedores.
Asimismo, el Código de Minería chileno contempla la aplicación del procedimiento sumario en determinadas materias, como en los juicios sobre concesiones mineras y otras disputas relacionadas con derechos mineros. Por ejemplo, el artículo 231 del Código de Minería establece que las acciones relacionadas con concesiones mineras se tramitarán conforme al procedimiento sumario.

## Casos en los que se aplica este procedimiento
Tratándose de cualquier asunto que por su naturaleza requiera tramitación rápida para ser eficaz, el juez podrá disponer que se sustancie conforme a este procedimiento, salvo que exista otro procedimiento especial aplicable al asunto. Se atiende a la naturaleza de la pretensión deducida y no al interés de la parte en que se tramite la acción en forma rápida.
Un ejemplo de esto puede ser el caso de la ocupación de un inmueble sin título. La urgencia de resolver la ocupación sin título de manera rápida justifica la tramitación bajo el procedimiento sumario, dado que de otra manera podría afectarse gravemente el derecho de propiedad del demandante.
También se aplica este procedimiento en todos aquellos casos en que la ley ordena proceder sumariamente, o breve y sumariamente, o en forma análoga. Al respecto se puede mencionar el artículo 271 del Código de Procedimiento Civil, que señala que la demanda de jactancia se someterá a los trámites del procedimiento sumario.
Por otro lado, en el artículo 612 del Código de Procedimiento Civil se señala:
''El arrendador que pretenda hacer uso de los derechos concedidos por el artículo 1979 del Código Civil, se ajustará a lo establecido en el Título XI de este Libro sobre el procedimiento sumario''.
Y el artículo 1979 del Código Civil señala:
''El colono o arrendatario rústico es obligado a gozar del fundo como buen padre de familia; y si así no lo hiciere, tendrá derecho el arrendador para atajar el mal uso o la deterioración del fundo, exigiendo al efecto fianza u otra seguridad competente, y aun para hacer cesar inmediatamente el arriendo, en casos graves''
El Artículo 1979 del Código Civil establece la obligación del arrendatario rústico de utilizar el fundo con la diligencia de un buen padre de familia. Si el arrendatario no cumple con esta obligación y provoca un uso indebido o el deterioro de la propiedad, el arrendador tiene el derecho de adoptar medidas correctivas, como exigir una garantía o, en casos graves, poner fin al contrato de arrendamiento de manera inmediata.
Este derecho del arrendador se vincula directamente con lo dispuesto en el Artículo 612 del Código de Procedimiento Civil, el cual señala que para ejercer los derechos concedidos por el Artículo 1979 del Código Civil, el arrendador deberá ajustarse al procedimiento sumario.
Además, se procederá sumariamente en los casos expresamente consignados en los números 2 a 9 vigentes del artículo 680 de dicho código:
- N° 2: Cuestiones que se susciten sobre la constitución, ejercicio, modificación o extinción de servidumbres naturales o legales y sobre las prestaciones a que ellas den lugar. No obstante, si se trata de servidumbres voluntarias, estas podrían ventilarse con la acción correspondiente a propósito del artículo 680 inciso 1º.[4]
- N° 3: Juicios sobre cobro de honorarios. Lo anterior, sin perjuicio de que tratándose de honorarios profesionales causados en un proceso, el interesado puede demandarlos en un procedimiento incidental ante el mismo tribunal que conoció en primera instancia el asunto, conforme al art. 697 del Código de Procedimiento Civil.
- N° 4: Procesos sobre remoción de guardadores y los que se susciten entre el representante legal y representado. Cuando se susciten conflictos entre representantes legales y representados, también se tramitarán mediante el procedimiento sumario. Sin embargo, existen excepciones en las que la ley ha previsto un procedimiento especial, como ocurre en los juicios de alimentos, los cuales tienen una regulación específica para su tramitación. En estos casos, no se aplicará el juicio sumario, sino el procedimiento especial correspondiente.
- Nº 5: Los juicios sobre separación de bienes (Derogado).
- N° 6: Juicios sobre depósito necesario (cuando la elección del depositario no depende de la libre voluntad del depositante).  Cabe destacar que antes la Ley N° 21.461, publicada el 30 de junio de 2022, introdujo modificaciones significativas en la tramitación de las acciones de comodato precario y precario que llevaron a eliminar la figura del comodato precario que se encontraba en este numeral.  Con esta modificación, las acciones de comodato precario y precario dejaron de tramitarse mediante el procedimiento sumario y pasaron a regirse por un procedimiento monitorio especial. Este nuevo procedimiento está detallado en el artículo 18-K de la Ley N° 18.101, que establece que las normas del procedimiento monitorio serán aplicables, en lo pertinente, a las acciones de comodato precario que busquen la restitución del inmueble y a la acción de precario según el artículo 2195 del Código Civil.
- N° 7: Procesos en los cuales se deduzcan acciones ordinarias a las cuales se han convertido las ejecutivas conforme al art. 2.515 del Código Civil; es decir, cuando las acciones ejecutivas han prescrito (3 años) y se mantienen como ordinarias hasta que estas últimas también prescriban (2 años más).
- N° 8: Procesos en los cuales se persiga exclusivamente el cumplimiento de la obligación legal o contractual de rendir cuenta, salvo que exista acción ejecutiva.
- N° 9: Procesos en los cuales se deduzca la acción a que es refiere el artículo 945 del Código Civil para hacer cegar un pozo (el artículo 945 está derogado, el art. 56 del Código de Aguas establece este derecho).
- N° 10: Demandas de indemnización civil derivadas de crímenes y delitos penales, cuando no pueda o no se haya ejercido acción civil en el juicio penal, y siempre que haya sentencia condenatoria ejecutoriada.

## Principios contenidos en el juicio sumario
De acuerdo al artículo 682 en el juicio sumario obedece al principio de oralidad. Sin embargo el mismo artículo señala que si las partes lo prefieren puede presentar minutas escritas que establezcan los hechos y las peticiones que se formulen. En la práctica, la oralidad no ocurre con frecuencia.
También se encuentra el principio de concentración establecido en el artículo 690 del Código de Procedimiento Civil que señala que todos los incidentes que surjan durante la audiencia sean tramitados y resueltos en la misma instancia, sin paralizar el curso del juicio.

## Tramitación

### Inicio del juicio sumario

#### Demanda o medida prejudicial
El juicio sumario puede iniciarse por una demanda o una medida prejudicial.
A falta de disposición legal especial, la demanda en juicio ejecutivo deberá cumplir con los requisitos de forma establecidos en el artículo 254 del Código de Procedimiento Civil. Naturalmente, también deberá cumplir con los requisitos comunes a todo escrito y las reglas de comparecencia en juicio.

#### Notificación
Una vez que la demanda ha sido deducida, el tribunal citará a una audiencia el quinto día hábil después de la última notificación. Si el demandado no se encuentra en el lugar del juicio, el plazo se amplía conforme al artículo 259 del Código de Procedimiento Civil, que establece los aumentos según la distancia geográfica.
Es relevante precisar que el cómputo del plazo para la audiencia no se cuenta desde la notificación al demandado, sino desde la última notificación efectuada en el juicio.
Esto se debe a que la norma establece que la audiencia se fijará para el quinto día hábil después de la última notificación, sin especificar que debe tratarse de la notificación al demandado. En algunos casos, esta última notificación puede corresponder al demandante, especialmente cuando los tribunales han omitido notificarle mediante el estado diario.
En la práctica, los receptores judiciales suelen proceder notificando primero al demandado y luego al demandante. Sin embargo, esto no siempre ocurre de manera estricta. Puede darse el caso de que, por alguna razón, la última notificación efectuada en el proceso haya sido la del demandante, lo que influiría en el cómputo del plazo para la audiencia.

#### Resolución en que recae
En consecuencia, la resolución que debe recaer en la demanda del juicio ordinario es la siguiente: ''Por interpuesta demanda en juicio sumario, vengan las partes a comparendo de contestación y conciliación a la audiencia del quinto día hábil siguiente a la notificación de la demanda a las ... horas''.
Si el demandado se encuentra en un territorio jurisdiccional distinto dentro de Chile o fuera del país, el plazo para contestar la demanda se amplía. La Corte Suprema elabora una tabla de plazos cada cinco años, en noviembre del año anterior a su aplicación. La tabla se publica en el Diario Oficial y en el portal del Poder Judicial y debe estar disponible al menos dos meses antes de su entrada en vigor, que ocurre cada 1 de marzo.

### Audiencia o comparendo de conciliación
Una vez presentada la demanda y notificado el demandado, el tribunal cita a ambas partes a la audiencia o comparendo de conciliación. Esta audiencia es obligatoria y constituye un momento clave en el procedimiento sumario, ya que permite discutir oralmente el caso y, en su caso, intentar una conciliación.

#### Comparecencia
Durante la audiencia, el demandante ratifica su demanda y solicita que sea acogida en todas sus partes. Por su parte, el demandado tiene la posibilidad de defenderse oralmente, dejando constancia de sus alegaciones en el acta respectiva. En este punto, se aplica el principio de concentración establecido en el artículo 690 del Código de Procedimiento Civil, que exige que todos los incidentes que surjan durante la audiencia sean tramitados y resueltos en la misma instancia, sin paralizar el curso del juicio. Esto implica que la sentencia definitiva deberá pronunciarse tanto sobre la acción principal como sobre los incidentes planteados, salvo que estos sean previos o incompatibles con la demanda, en cuyo caso podrán resolverse antes de continuar con el juicio.
Una vez que el demandado ha presentado su defensa, el tribunal debe llevar a cabo el ofrecimiento de conciliación obligatoria. Si no se alcanza un acuerdo total, la audiencia concluye y el juez debe decidir si recibe la causa a prueba o si la deja en estado de fallo. Para ello, evaluará si existen hechos sustanciales, pertinentes y controvertidos que requieran prueba. En caso afirmativo, se abre un período probatorio; en caso contrario, se cita a las partes a oír sentencia.

#### Personas que pueden asistir
A esta audiencia deberá concurrir el defensor público cuando la ley así lo exija o cuando el tribunal lo considere necesario. Esto busca garantizar el derecho a defensa en casos donde el demandado no cuenta con representación legal y su intervención es indispensable para proteger sus intereses.
De acuerdo al artículo 689, pueden ser oídos los parientes en ciertos juicios en los que la ley exige su intervención, como en casos de tutela, interdicción, declaración de demencia u otros asuntos de familia.
Cuando la ley requiere la opinión de los parientes, el tribunal debe citarlos de acuerdo con lo dispuesto en el artículo 42 del Código Civil, que establece quiénes son los parientes llamados a intervenir en estos procedimientos. La citación se hará en términos generales, para que asistan a la primera audiencia o a otra posterior si es necesario.
A los parientes que puedan ser habidos, es decir, localizados, se les notificará personalmente. Sin embargo, aquellos que no sean notificados formalmente pueden igualmente asistir si tienen conocimiento del proceso por otros medios. Esto permite que cualquier familiar que tenga interés en el asunto pueda participar.
Una vez que los parientes comparecen, el tribunal les pedirá un informe verbal sobre los hechos que considere relevantes. Esto significa que deberán expresar su opinión y proporcionar antecedentes sobre la situación de la persona afectada, para que el juez pueda tomar una decisión informada.
Durante la audiencia, el tribunal evaluará los antecedentes y lo expuesto por las partes. Dependiendo de ello, podrá tomar una de dos decisiones: recibir la causa a prueba, si existen hechos controvertidos que deben ser acreditados, o citar a las partes para oír sentencia, en caso de que no sea necesario producir prueba y el tribunal pueda fallar directamente.

#### Rebeldía del demandado
El caso de rebeldía se encuentra en el artículo 684 del Código de Procedimiento Civil.
Cuando el demandado no comparece al juicio, es decir, está en rebeldía, el tribunal deberá decidir entre dos alternativas.
- En primer lugar, la regla general es que el tribunal recibirá la causa a prueba, lo que significa que se abrirá una etapa probatoria en la que el demandante deberá acreditar sus pretensiones.

- En segundo lugar, si el demandante lo solicita y presenta un fundamento plausible, el tribunal podrá acceder provisionalmente a lo pedido en la demanda. Esto implica que, de manera temporal, se concederá lo solicitado hasta que el demandado pueda ejercer su defensa o se dicte una resolución definitiva.

Si el tribunal accede provisionalmente a la demanda, el demandado aún tiene la posibilidad de formular oposición dentro de cinco días, contados desde que fue notificado de la medida. Si lo hace, el tribunal citará a una nueva audiencia, en la cual se seguirá el mismo procedimiento descrito en el artículo anterior.
Es importante destacar que, aunque el demandado presente oposición, el cumplimiento provisional de lo decretado no se suspende. Es decir, la medida concedida se mantiene vigente hasta que se resuelva definitivamente la cuestión. Además, la condición jurídica de las partes no se altera, lo que significa que el demandado mantiene intacto su derecho a defenderse dentro del proceso.
Si el demandado no presenta oposición dentro del plazo establecido, el tribunal deberá decidir entre dos alternativas, según lo estime conforme a derecho.
En primer lugar, el tribunal podrá recibir la causa a prueba, lo que significa que se abrirá una etapa probatoria para que el demandante acredite los hechos en que basa su demanda. Esta opción se adoptará cuando existan aspectos que requieran ser demostrados antes de dictar sentencia.
Por otro lado, si el tribunal considera que no es necesario producir prueba y que cuenta con suficientes antecedentes para resolver el caso, podrá citar a las partes para oír sentencia. Esto implica que el juez procederá directamente a fallar la causa sin necesidad de una etapa probatoria.

### Recepción de la causa a prueba
Como lo señala el artículo 685, no deduciéndose oposición, el tribunal recibirá la causa a prueba.
Cuando el tribunal decide recibir la causa a prueba, la rendición de esta deberá realizarse en el plazo y la forma establecidos para los incidentes.
En términos procesales, esto significa que se aplican las reglas generales sobre la prueba en los incidentes, reguladas en el Código de Procedimiento Civil. Según estas normas, la prueba debe presentarse dentro del plazo de ocho días, contados desde que se notifica la resolución que recibe la causa a prueba. La notificación que recibe la causa a prueba debe realizare mediante cédula. 
Una vez que finaliza el término probatorio, el tribunal debe proceder de inmediato a citar a las partes para oír sentencia, según lo dispuesto por el artículo 686 del Código de Procedimiento Civil. El juez ya no admitirá más pruebas y pasará a la etapa de resolución del caso, basándose en los antecedentes y pruebas que hayan sido incorporadas durante el proceso.
Como en el juicio sumario se aplican las normas de los incidentes, la lista de testigos debe presentarse dentro del plazo fatal de 2 días, contados desde la última notificación de la resolución que recibe el incidente a prueba. Esto genera un conflicto, ya que podrían coexistir dos plazos fatales distintos, obligando a presentar la lista de testigos antes de conocer con certeza cuáles son los hechos sustanciales, pertinentes y controvertidos, dado que la reposición podría modificar estos aspectos.
Para solucionar este problema, el artículo 320 CPC, en su inciso final, establece que si una parte ha presentado la lista de testigos y la minuta de puntos antes de que se resuelva la reposición, no será necesario presentar nuevos documentos, salvo que, como consecuencia de la resolución del recurso, la parte considere pertinente modificarlos.

### Sentencia

#### Grados de competencia
El primer grado de competencia constituye la regla general en nuestro procedimiento ordinario y en aquellos que no tienen una regulación especial, según lo dispuesto en los artículos 160 y 170 N°6 del Código de Procedimiento Civil. En este sentido, el tribunal de segunda instancia solo puede pronunciarse respecto de las acciones y excepciones que fueron alegadas por las partes en la primera instancia y que fueron abordadas en la sentencia dictada en ella. Si el tribunal de alzada se pronunciara sobre cuestiones que no fueron discutidas ni resueltas en la sentencia de primera instancia, incurriría en el vicio de ultrapetita. Sin embargo, existen dos excepciones en las que el tribunal de segunda instancia sí puede pronunciarse sobre cuestiones no resueltas en la primera: (1) cuando una acción o excepción no fue resuelta por ser incompatible con otra que fue acogida o desestimada, y (2) cuando la ley faculta al tribunal para realizar declaraciones de oficio, como la declaración de su propia incompetencia absoluta o la nulidad absoluta de un acto o contrato cuando esta se manifiesta claramente.
El segundo grado de competencia se encuentra establecido expresamente en el juicio sumario, conforme al artículo 692 del Código de Procedimiento Civil. En esta etapa, el tribunal de alzada, a solicitud de parte, puede pronunciarse por vía de apelación sobre todas las cuestiones que se hayan debatido en primera instancia y que debían ser resueltas en la sentencia definitiva, incluso si el fallo apelado no se pronunció sobre ellas. Para que el tribunal de alzada ejerza esta facultad, se requiere que haya existido discusión sobre la cuestión en primera instancia. Además, es imprescindible que la parte interesada lo solicite expresamente, ya que si el tribunal actúa sin dicha solicitud, la resolución podría ser anulada.
Por su parte, el tercer grado de competencia se encuentra regulado en el artículo 527 del Código Procesal Penal y amplía significativamente la competencia del tribunal de alzada en materia penal, reduciendo el vicio de ultrapetita. A diferencia de lo que ocurre en el ámbito civil, en este caso ni siquiera es necesario que haya existido discusión previa sobre las cuestiones en primera instancia, sino que basta con que sean pertinentes y se encuentren comprendidas dentro de la causa. En el Antiguo Sistema Procesal Penal (ASPP), la ultrapetita se limitaba únicamente a los puntos inconexos. En cambio, en el Nuevo Sistema Procesal Penal (NSPP), este grado de competencia no se aplica con la misma amplitud, ya que la sentencia condenatoria solo puede referirse a lo contenido en la acusación. No obstante, el tribunal puede modificar la calificación jurídica o considerar agravantes no alegadas, siempre que haya advertido previamente a las partes durante la audiencia. En caso contrario, se debe reabrir el debate para que los intervinientes puedan pronunciarse sobre la nueva calificación jurídica.

#### Resoluciones en primera y segunda instancia
El artículo 688 del Código de Procedimiento Civil señala que las resoluciones de este procedimiento deben dictarse a más tardar dentro de segundo día, mientras que la sentencia definitiva debe dictarse dentro de los 10 días siguientes a la fecha de la resolución que citó a las partes a oír sentencia. 
Según el artículo 691, en el juicio sumario, la sentencia definitiva y la resolución que declare procedente este tipo de procedimiento en los casos del inciso segundo del artículo 681 del Código de Procedimiento Civil son apelables en ambos efectos. Esto significa que, si se interpone el recurso de apelación contra estas resoluciones, su ejecución queda suspendida hasta que el tribunal superior resuelva el recurso. Sin embargo, existe una excepción a esta regla: si conceder la apelación en ambos efectos implica que se eludan los resultados de la resolución impugnada, el tribunal podría limitar la apelación solo al efecto devolutivo.
Por otro lado, todas las demás resoluciones dictadas dentro del juicio sumario, incluida aquella que accede provisionalmente a la demanda, son apelables únicamente en el efecto devolutivo. Esto implica que, aunque se interponga un recurso de apelación contra ellas, la ejecución de la resolución impugnada no se suspende y el procedimiento continúa su curso normal en el tribunal de primera instancia.
En cuanto a la segunda instancia del juicio sumario, de acuerdo al artículo 692 del Código de Procedimiento Civil, el tribunal de alzada tiene la facultad de pronunciarse sobre todas las cuestiones que fueron debatidas en primera instancia y que debían ser resueltas en la sentencia definitiva, incluso si no fueron expresamente resueltas en el fallo apelado.
Para que esto ocurra, es necesario que una de las partes lo solicite en su apelación. De esta manera, el tribunal superior podrá revisar íntegramente el fondo del asunto y emitir una resolución que abarque todos los puntos que fueron discutidos en la primera instancia, evitando así la omisión de materias relevantes para la correcta decisión del caso.

## Particularidades del procedimiento sumario
1. La sustitución del procedimiento (art. 681 CPC): Sólo en los casos del inciso 1º del art. 680 ("A los casos en que la ley ordene proceder sumariamente, o breve y sumariamente, o en otra forma análoga"). O sea, no procede en los casos del inciso segundo del mismo precepto. Puede darse en ambos sentidos, es decir, un procedimiento ordinario puede cambiar a sumario, y uno sumario cambiar a ordinario. Se tramita como incidente, con audiencia de la parte contraria, quien puede oponerse.
2. La aceptación provisional de la demanda (art. 684 CPC): sólo en aquellos casos en que se produce la rebeldía del demandado (es decir, su no asistencia a la audiencia de contestación), y siempre que el demandante tenga fundamento plausible para que se acceda a la petición.